# Пихно, Дмитрий Иванович
Дми́трий Ива́нович Пихно́ (1 [13] января 1853, Чигирин, Киевская губерния, Российская империя — 29 июля [11 августа] 1913, Киев, Российская империя) — русский юрист, экономист, журналист, политический и государственный деятель, русский националист.

## Биография
Православный. Родился в семье зажиточного крестьянина, впоследствии записанного в мещане города Чигирина. Имел младшего брата Василия (1856—1896), который занимался сельским хозяйством, также публиковался в газете «Киевлянин» и был редактором газеты в 1885—1886 годах.
Воспитывался в Киевской 2-й гимназии, по окончании курса которой один год состоял домашним учителем в семье известного педагога К. Д. Ушинского. Затем поступил в университет св. Владимира, который окончил в 1874 году со степенью кандидата юридических наук, причём был удостоен золотой медали за сочинение «Исторический очерк мер гражданских взысканий по русскому праву» и оставлен стипендиатом для приготовления к профессорскому званию по кафедре гражданского права. Одновременно изучал экономические науки и по предложению профессора Н. Х. Бунге был переведен стипендиатом на кафедру полицейского права. С 1876 года — магистр полицейского права.
В 1877—1885 годах — приват-доцент, в 1888—1902 — профессор кафедры экономических наук, в 1890 году выпустил учебник «Основания политической экономии». Читал курсы статистики и политической экономии для студентов юридического и исторического отдела историко-филологического факультета. Как экономист занимался проблемами спроса и предложения, бумажно-денежным обращением, проблемами экономики железнодорожного транспорта (тарифами, услугами, коммерческими интересами железных дорог), подготовкой выкупа государством коммерческих железных дорог.
С 1878 года до самой смерти был редактором газеты «Киевлянин».
В период 1885—1888 годов — чиновник для особых поручений министерства финансов в Петербурге, в 1907—1913 — член Государственного совета по назначению Николая II.
Под влиянием революции 1905 года его взгляды сместились вправо. С 1905 года он был руководителем Киевского отделения Союза русского народа, а также членом Русского собрания. С 1908 поддерживал Всероссийский национальный союз, стал одним из создателей Киевского клуба русских националистов и был избран его почётным членом, участвовал в создании Русского окраинного общества как член-учредитель.
Сторонник незыблемости дворянского землевладения и самодержавия. Считался одним из идеологов системы «экономического национализма» — ограничения иностранного, местного польского и еврейского капитала в пользу русского.
Несмотря на свои антиеврейские убеждения, Пихно выступил против фальсификаций в деле Дрейфуса, а затем в деле Бейлиса, опубликовав в мае 1912 года разоблачительную статью уволенного следователя Красовского (эта статья стала предметом обсуждения в Думе).

## Семья
Мать — Авдотья Игнатьевна, родила своему мужу семерых детей — трёх дочерей и четверых сыновей.
Д. И. Пихно женился на Марии Константиновне Шульгиной, вдове первого редактора «Киевлянина» В. Я. Шульгина, и с малолетства воспитывал его сына, в будущем видного деятеля националистического и монархического движения В. В. Шульгина. С отчимом у Шульгина сложились тёплые, дружеские отношения. Как впоследствии утверждал сам Шульгин, формирование его политических взглядов и мировоззрения произошло под влиянием отчима, и до самой его смерти на все политические события в стране Шульгин «смотрел его глазами».
Мария Константиновна родила Дмитрию Ивановичу двух сыновей — Павла (род. 1880) и Дмитрия (род. 1883). Оба погибли в Гражданской войне. После того, как она умерла от туберкулёза в 1883 году, не дожив до сорока лет, Д. И. Пихно сошёлся с её старшей дочерью, Павлой Витальевной Шульгиной (1864—?). Так как официальный брак между ними был невозможен, Павла Витальевна фиктивно вышла замуж за знакомого Д. И. Пихно, отставного полковника Александра Павловича Могилевского, взяв его фамилию. У неё с Д. И. Пихно родилось трое сыновей — Филипп, Александр и Иван. Они носили фамилию Могилевских, а не Пихно. После революции Павла эмигрировала, проживала в Белграде.

## Награды
- Орден Св. Станислава 2-й степени (15 мая 1883 года);
- Орден Святой Анны 2-й ст. (1889);
- Орден Святого Владимира 4-й ст. (1898);
- Орден Святой Анны 1-й ст. (1908).

## Сочинения
- Исторический очерк мер гражданских взысканий по русскому праву. — Киев, 1874.
- Коммерческие операции Государственного банка. Выпуск 1. — Киев, 1876.
- Несколько слов о долгосрочном народном кредите. — Киев, 1876.
- «О чиншевом владении» (в «Трудах Киевского юридического общества», «Университетских Известиях» и «Киевлянине», 1877).
- Денежное обращение и задачи наших кредитных учреждений. — Киев, 1878.
- Теоретическое и практическое руководство к статистике Мориса Блока. — Санкт-Петербург, 1879.
- К переселенческому вопросу. — Киев, 1881.
- Торгово-промышленные стачки: доклад, читанный в заседании Киевского юридического общества. — Киев, 1885.
- Закон спроса и предложения: к теории ценности. — Киев, 1886.
- Политическая экономия. — Житомир, 1887.
- Железнодорожные тарифы: опыт исследования цены железнодорожной перевозки. — Киев, 1888.
- К реформе денежного обращения. — Киев, 1896.
- Значение для России хлебных цен: по поводу книги «Влияние урожаев и хлебных цен на некоторые стороны русского народного хозяйства». — Киев, 1897.
- По поводу полемики о дешёвом хлебе: ответ г.г. Чупрову и Посникову. — Киев, 1897.
- Основания политической экономии: пособие к лекциям. — Киев, 1899.
- Главнейшие нужды русского сельского хозяйства. — Киев, 1902.
- Пересмотр законоположений о крестьянах. — Киев, 1904.
- Высочайший Указ о реформах 12 декабря 1904 г. — Киев, 1905.
- Раскрепощение крестьянской земли. — Киев, 1908.
- Финансовые заметки. — Киев, 1909.
- Представительство Западной Руси в Государственном совете. — Киев, 1909.

## Комментарии
1. ↑  Уже в самом конце жизни, в 1974 году, 96-летний Шульгин решил восстановить могилу Д. И. Пихно. Шульгин добился разрешения на поездку в Ровно, где в своём бывшем имении тот был похоронен, и, действуя через местный обком, добился восстановления фамильного склепа (Тихонов Д. Тот самый Шульгин: Интервью с актёром Николаем Коншиным, который долгое время был личным секретарём В. В. Шульгина (недоступная ссылка — история) // Российская Федерация сегодня : журнал. — март 2008.).